# Предварительное гашение
Предвари́тельное гаше́ние, иногда предгаше́ние (англ. precancel), — способ массового гашения знаков почтовой оплаты в листах перед их продажей, выполняемый одним или несколькими почтовыми отделениями или почтовой администрацией в целом по заказу какого-либо крупного оптового заказчика, имеющего большие объёмы почтовой корреспонденции (обычно рекламной).

## Описание
Как правило, предварительное гашение производилось централизованно с помощью специальных надпечаток стандартных почтовых марок типографским способом. Чаще всего такие надпечатки содержали название города и/или дату эмиссии, поскольку предварительно погашенные знаки почтовой оплаты были действительны лишь ограниченное время, порой одни сутки. Будучи накленными на почтовые отправления заказчика, такие марки уже не требовали дополнительного гашения штемпелем — что оптимизировало работу почты и в итоге обходилось дешевле. Поэтому надпечатки порой сопровождались и новой ценой с дисконтом.
В настоящее время не существует общепринятого чёткого определения, позволяющего однозначно отличать предварительные гашения от прочих, однако большинство филателистов, дилеров и каталогов почтовых марок сходится во мнении, что все предварительные гашения делались специально предназначенными для этой цели штемпелями. Определение, принятое Обществом коллекционеров марок предварительного гашения Великобритании (Precancel Stamp Society of Great Britain), звучит так:

Предварительным гашением называется гашение любой почтовой марки, цельной вещи или налоговой марки, выполненное перед началом их использования по предназначению и осуществлённое соответствующим ведомством, под его контролем или с его разрешения при помощи устройства, которое не использовалось тем же самым почтовым отделением для какой-либо иной формы последующего гашения.Оригинальный текст (англ.)...a precancel is any postage stamp, stamped stationery, or revenue stamp which has been cancelled prior to the actual use for which it was issued, by, under the supervision of, or with permission of proper authority, with a device that was used for no form of post-cancelling by the same office.
Время от времени случается, что марка предварительного гашения по неосторожности, невнимательности служащего или иным причинам проходит через обычную почтовую систему и, соответственно, получает штатное почтовое гашение. Как правило это умаляет коллекционную ценность таких марок, от них стоит отказаться. Есть, однако, несколько случаев, когда подобные экземпляры оказываются приемлемы из-за редкости соответствующего предгашения.

## Разновидности
Наиболее строгий критерий отнесения марки к предварительным гашениям — наличие на ней надпечатки, сделанной именно типографским способом, а не от руки. Впрочем, значимая часть коллекционеров считает разумным выделять два класса предгашений: погашенных машиной и погашенных вручную. Первые предполагают использование печатного пресса, мимеографа или иных полуавтоматических станков и способов. Благодаря насыщенному чёрному цвету и чёткости надпечатки их распознать легче. Вторая категория — предварительные гашения, сделанные ручным оттиском внакат, ударом штемпеля, валиком или просто чернилами от руки. Отдельно рассматриваются предгашения, сделанные любым из перечисленных способов и содержащих идентифицирующие инициалы почты, дату использования и проч.
Американские предгашения (их в общей массе больше всего) обычно подразделяются на bar type («немые», «ранние»), отпечатанные линотипным типографским набором (typesets), гальваностереотипом, с помощью «электроплат», (electros) и так называемые Bureau prints, отпечатанные централизованно, на мощностях Бюро гравировки и печати (Bureau of Engraving and Printing) в Вашингтоне. Последнее было введено в практику с 1916 года, а с 1923 года стало применяться в США повсеместно. Существуют и альтернативные классификации. В частности, иногда немые предгашения (bar type) рассматриваются лишь как «предшественники» (forerunners) «настоящих» предгашений.
Для классификации европейских предгашений в большинстве каталогов и специальной литературе применяются следующие обозначения:
- A — текст предгашения идёт снизу вверх,
- B — текст идёт сверху вниз,
- C — текст расположен горизонтально,
- D — текст перевёрнут.

Типы C и D как правило печатаются в рулонах. Индивидуальными (favours) называются предварительные гашения в пользу того или иного заказчика или коллекционера в случае, если корреспонденция так и не была реально франкирована такими марками.
Гашение типографским набором
С начала 1860-х годов во Франции стало широко применяться гашение газетной печатью, когда наклеенные на чистые бумажные листы газетные марки запечатывались типографским набором одновременно с печатанием самих газет. В дальнейшем во многих случаях такие марки замещались полноценными газетными марками (во Франции, скажем, это произошло уже в 1868 году). Гашение типографским набором применялось также в Австро-Венгрии, Бельгии, Италии и Оттоманской империи.
Особый интерес представляют турецкие газетные предгашения рубежа XIX—XX веков: в силу географических и исторических особенностей расположения империи и её пёстрого этнического состава на почтовых марках Оттоманской империи, погашенных типографским набором, можно обнаружить части газетного текста на английском, французском, греческом, русском, арабском, армянском языках и иврите — в соответствии с языками выходивших тогда в империи газет.

## История
Предварительные гашения особенно характерны для раннего марочного периода развития почтовой связи, когда стоимость пересылки для отправителей была крайне существенна и любая, даже незначительная, экономия имела для почты и заказчика экономический смысл. Расцвет практики предварительных гашений пришёлся на начало-середину XX века.
Впервые предварительное гашение было официально использовано в 1887 году. Известно также несколько неофициальных случаев его применения хронологически раньше этой даты. На ранних этапах такие гашения внешне выглядели как несколько параллельных линий, наносимых поперёк марки в листе чернилами или краской. Они, как правило, могут идентифицироваться лишь при сохранении конверта отправления по его адресу. В дальнейшем почтовые отделения стали использовать специальный пресс для штемпелевания.
Предварительные гашения широко распространены в США (включая Гавайи, Гуам, Американское Самоа, Пуэрто-Рико и Зону Панамского канала), Канаде (1889—1978) и Бельгии. Во Франции и зависимых от неё территориях (Алжир, Тунис), в Андорре и Монако марки предварительно гасились штемпелем с надписью фр. «AFFRANCHts POSTES» (то есть «Affranchissements Postes» — «Франкировка. Почта»), а в настоящее время — «La poste oblitéré» («Погашенная почта»). В меньшей степени или эпизодически они применялись в Австрии (1910—1922), Люксембурге (1900—1925), Голландии, Данциге (1920), Венгрии (1900—1914), Японии, Турции, Аргентине, Венесуэле и почтовой администрации ООН.
Первым случаем появления «говорящего» штемпеля, по-видимому, является надпечатка Гластонбери, штат Коннектикут, США, на одноцентовых марках стандартных серий образца 1869, 1879 и 1882 годов большой буквы «G». Такие одно-двухбуквенные предгашения обычно называют «тихими» (англ. «silent precancels»). С мая 1903 года почта США стандартизировала внешний вид надпечаток предварительного гашения — они должны были содержать названия населённого пункта и штата, заключённые в две параллельные линии выше и ниже надписи. Классическим периодом американских предварительных гашений как правило считается промежуток между 1895 и 1902 годами, а предгашения на стандартных сериях 1922—1931 годов считаются «ранними» («earlies»).
В Великобритании предварительные гашения обычно называются коммерческими надпечатками (commercial overprint), так как содержат имя компании-эмитента и, порой, рекламный текст. Такие гашения производились там в 1853—1971 годах. Вообще же в этой стране хоть и не было предгашений в привычном смысле слова, однако существовала традиция объединённого гашения марки и цельной вещи при рассылках крупных газет. В 1860—1870 годах некоторые британские газеты имели право печатать не требующие гашения марки прямо на отправлении. Кроме того некоторые частные компании Британии пользовались правом штамповать свою корреспонденцию собственным ручным штемпелем.
Почтовая администрация ООН прибегала к предварительному гашению единожды и использовала для этого собственную марку из первого выпуска номиналом в 1,5 цента. Данный знак почтовой оплаты применялся на массовых почтовых отправлениях третьего класса в период с 1952 по 1959 год.
Предварительные гашения являлись одним из способом предоплаты почтового сбора на национальном уровне, тогда как задаче предварительной оплаты ответных писем при пересечении государственных границ служат международные ответные купоны (начиная с 1907 года).

## Современность
Коллекционирование предгашений является одним из популярных направлений тематической филателии. В настоящее время в одних лишь США насчитывается свыше 41 тысячи типов предварительных гашений из более чем 21 тысячи городов. По подсчётам специализированных каталогов это даёт совокупно более четырёх миллионов комбинаций для филателистов. Впрочем, в подавляющем большинстве стран мира, включая СССР и Россию, сходные функции, хотя и принципиально иным способом, выполняют франкотипы, заменившие и/или вытеснившие предгашения.
Бывают и исключения: в Германии, Нидерландах, Лихтенштейне и Швейцарии отправитель, имеющий постоянные нужды в массовой рассылке, может по договорённости с почтой поставить себе штемпельную машину и самостоятельно штемпелевать (нем. Absenderstempel) приобретённые оптом знаки почтовой оплаты под отчёт. Впрочем, в этих и других странах ныне гораздо большее распространение получил франкотип, позволяющий совместить франкировку и гашение.
В Японии учреждённая в 1949 году общенациональная лотерея розыгрыша призов по номерным блокам новогодних марок получила такую популярность, что с 1961 года с целью оптимизации работы почты были введены в обращение особым образом предпогашенные иллюстрированные почтовые карточки. Эти открытки могут использоваться только в предновогодний период и не требуют дополнительной франкировки и обычного гашения. При их использовании в остальное время года, однако, требуется доплата (для 1961 года — одна иена).
С 1959 по 1964 год и снова с 1985 года в Нидерландах выпускаются конверты предварительного гашения специального образца.
Во Франции и Монако с 1975 года функции предварительного гашения выполняют специально выпускаемые почтовые марки, часть рисунка которых имитирует предгашение. С точки зрения коллекционеров они считаются полноценными объектами.
C 1995 года почта США выпускает безноминальные почтовые марки специально для массовых рассылок (англ. bulk rate), предварительно отсортированной корреспонденции первого класса (presorted first class), почтовых карточек (англ. first class cards) и рассылок некоммерческих организаций (non-profit). Пуристы отказываются считать подобные случаи предгашениями по факту отсутствия гашения как такового, однако такие марки находятся в каталогах предгашений наравне с обычными — в частности, в «Каталоге почтовых марок Почтовой службы США» («USPS Stamp Catalogue»). Разрешение этого вопроса так или иначе — дело будущего.